# Vaccinium tomicipes
Vaccinium tomicipes är en ljungväxtart som beskrevs av J. J. Smith. Vaccinium tomicipes ingår i Blåbärssläktet, och familjen ljungväxter. Inga underarter finns listade i Catalogue of Life.